# Фламандское сообщество
Фламандское сообщество Бельгии (нидерл. Vlaamse Gemeenschap van België, ранее: Нидерландскоязычное сообщество — нидерл. Nederlandstalige Gemeenschap) — одно из трёх языковых сообществ Бельгии (наравне с французским и немецкоязычным).
Сообщество имеет следующие полномочия:
- образование (за исключением присвоения учёных степеней)
- культура и языковые вопросы
- нидерландскоязычное теле- и радиовещание
- спорт

К Фламандскому сообществу относятся жители Фламандского региона и нидерландоязычные жители Брюссельского столичного региона.
Непосредственно после создания языковых сообществ и регионов (в 1980 году) произошло объединение Фламандского сообщества и Фламандского региона. Таким образом оба этих органа сейчас имеют единый парламент и единое правительство (в то время как, например Валлонский регион и Французское сообщество являются независимыми образованиями), которые обладают полномочиями обоих органов (сообщество: культура и образование, регион: экономика, социальная политика, публичные работы). При этом единый парламент имеет разную численность депутатов в зависимости от того, в каком качестве выступает. В качестве парламента региона он состоит из 118 депутатов, избранных только на территории Фламандского региона, а в качестве парламента сообщества пополняется 6 депутатами, избранными нидерландоязычными жителями Брюсселя. Эти депутаты могут принимать участие только в обсуждении вопросов, касающихся полномочий сообщества. Соответственно, на территории Брюсселя фламандское правительство обладает только полномочиями сообщества. Эти полномочия распространяются только на нидерландоязычные культурные и образовательные организации Брюсселя, франкоязычные учреждения подчиняются Французскому сообществу. Окружные полномочия на территории Брюсселя относятся к правительству Брюссельского столичного региона. При этом столицей Фламандского сообщества (как и Фламандского региона) считается именно Брюссель.